# Протесты на Кубе 1994 года
Протесты на Кубе 1994 года (исп. Manifestaciones en Cuba de 1994) также Maleconazo (от Malecon + -azo, досл. «Малеконище») — уличные беспорядки в Гаване 5 августа 1994 года. Первые после подавления Восстания Эскамбрай открытые выступления кубинцев против политики Фиделя Кастро.

## Трудности «особого периода»
Распад СССР и всего «социалистического лагеря» в 1989—1991 годах означал для властей Кубы потерю внешней политической поддержки и финансового субсидирования. В этих условиях коммунистическое руководство сделало ставку на ужесточение политических порядков, преследование оппозиции (в основном правозащитной), хозяйственный режим жёсткой экономии. Комплекс соответствующих мер получил название «особый период».
Особенно тяжёлое положение сложилось в энергетике и продовольственном снабжении. Нехватка топлива парализовала транспортные перевозки, ударила по промышленным предприятиям, остановка сельхозтехники срывала уборочные работы. Недоедание перерастало в голод. Власти ужесточили наказания за несанкционированный забой скота. Опасные масштабы приняли заболевания, связанные с истощением.
Многие кубинцы делали попытки покинуть страну. Летом 1994 года отмечались многочисленные попытки угона судов для бегства во Флориду (такие попытки иногда кончались затоплениями и гибелью людей). Очередная — удачная — попытка имела место 3 августа. 5 августа слухи о побегах распространилась по Гаване.

## Бунт на Малеконе
Вечером 5 августа 1994 года тысячи жителей Гаваны собрались на набережной Малекон. Привычное вечернее гулянье стихийно переросло в антиправительственную демонстрацию. Подспудное недовольство прорвалось коллективным протестом.
Зазвучали лозунги: ¡Cuba sí, Castro no! — «Куба — да, Кастро — нет!» (перефразированное «Куба — да, янки — нет!»), ¡Libertad, libertad! — «Свобода! Свобода!». Начались погромы отелей (предназначенных для иностранных туристов) и валютных магазинов. Отмечалось несколько случаев нападения на полицейских.
Министр обороны Рауль Кастро предлагал подавить беспорядки с помощью армейских частей. Фидель Кастро предпочёл другое. Он лично появился на месте событий, куда уже организованно стягивались сторонники властей и выступил там (в частности, пообещав, что все желающие покинуть Кубу получат такую возможность). Появление Кастро-старшего было положительно воспринято, зазвучали здравицы: ¡Viva Fidel!.
На улицы Гаваны были выведены партийные рабочие дружины, которые вместе с полицией приступили к разгону демонстрантов. Более 100 человек были арестованы.
Ночью на Малекон вышла проправительственная контрдемонстрация, вооружённая металлическими палками.
6 августа положение было полностью взято под контроль. События предшествовавшего дня официально характеризовались как «антиобщественные проявления» и «происки иностранных агентов».

## Последствия
«Восстание Maleconazo» не имело никакой подготовки, организации, программы и выраженных лидеров. Подавление спонтанного бунта не составило большого труда. Власти усилили полицейский режим в стране, предприняли ряд административных мер, интенсифицировали пропагандистскую кампанию. Серьёзных уступок не последовало.
Однако некоторые подвижки всё же произошли. Прежде всего это касалось упрощения порядка эмиграции (кубинское руководство не раз использовало этот метод для снижения напряжённости в стране). В августе 1994 более 30 тысяч кубинцев покинули страну. 9 сентября было заключено кубино-американское соглашение о контролируемой миграции. Администрация президента Клинтона гарантировала выдачу 20 тысяч виз в год при наличии соответствующих запросов.
Несколько большая терпимость стала проявляться в религиозной политике, особенно после визита на Кубу Иоанна Павла II в 1998 году.
В экономической сфере анонсировались некоторые реформы нэповского типа, которые, однако, получили реальный ход лишь в начале 2010-х.
Сам факт антикоммунистических уличных протестов на Кубе — впервые за 30—35 лет и без какого-либо участия эмигрантских организаций — продемонстрировал широкое недовольство в стране, потенциал оппозиционных настроений, готовность многих кубинцев к противостоянию властям.
5 августа кубинской диаспорой отмечается, в различных странах мира, как День сопротивления.